# Капелле-оп-ден-Бос
Капелле-оп-ден-Бос (нидерл. Kapelle-op-den-Bos; фр. Chapelle-au-Bois; букв. «Лесная часовня») — коммуна в провинции Фламандский Брабант, Фландрия, королевство Бельгия. Население — 8 969 чел. (2008 г., оценка) на площади около 15,25 км². Официальный язык — нидерландский, хотя в последнее время в коммуне растёт число франкофонов, билингвов и аллофонов, что приводит к росту напряжённости между франкофонами и фламандцами. В 2008 г. широкий резонанс во франкоязычной прессе Бельгии получила история о двуязычной девушке из данной коммуны, которая, как утверждало издание, получила несколько ударов ножом от националистически настроенных фламандцев за то, что она говорила по-французски.